# Вільшана (селище)
Вільша́на — селище в Україні, у Звенигородському районі Черкаської області. Центр Вільшанської селищної громади. Населення — 2,8 тисяч (2024) осіб. Розташоване на річці Вільшанці за 25 км на захід від міста Городище та за 23 км від залізничної станції Городище.

## Історичні відомості
У письмових документах Вільшана вперше згадується як місто 1598 року. Її назва походить очевидно від річки Вільшанки, відомої з літопису ще з ХІІ століття. Побутує й інша версія, що «Вільшана» — похідне від словосполучення «вільним — шана». У самому селищі відома легенда, що дочці Ярослава Мудрого Ольші (Олісаві) належало поселення, яке називали острожок Ольші (назва згодом трансформувалася у Вільшану).
У першій половині XVII століття соціальне, національне й релігійне гноблення призвело до вибуху народно-визвольної війни 1648—1657 років проти польсько-шляхетського панування, у якій вільшанці боролися під проводом козацького полковника Максима Кривоноса, який, за деякими відомостями, народився у Вільшані.
У першій половині січня 1654 року для приведення до присяги царю та великому князю Московії Олексію Михайловичу брацлавського полку, серед інших городів і у городі Вільшана, був посланий князь Федір Барятинський.
У городі Вільшана присягу склали: 1 сотник, 1 сотенний отаман, 1 сотенний осавул, 626 козаків, 209 міщан.
Згідно з Андрусівським перемир'ям 1667 року Вільшана залишалася під владою Речі Посполитої.
1791 року Ольшанський ключ перейшов у власність Василя Васильовича Енгельгардта, а пізніше до його сина Павла Васильовича.
Від 1793 року Вільшана у складі Правобережної України стала в складі колоніальних володінь Росії.
1830 року Вільшану в спадок отримала графиня Олександра Василівна Браницька.
Наприкінці XIX століття в містечку мешкало понад 3000 жителів; увесь сучасний центр селища заселяли євреї, діяли синагога, сільський банк, цукровий завод, поштове відділення, було дві дерев'яні православні церкви:
- Успенська, збудована 1778 року, 5-го класу;
- Миколаївська, збудована 1840 році, 5-го класу.[9]

Крім того, коштом земства і Браницьких 1895 року побудована лікарня, казенна лавка, 4 заїжджих двори, будинок для бідних. Ще були в містечку аптека, млини (2 водяні та 5 кінного приводу), 12 кузень; працював фельдшер.
28 січня 1920 року через Вільшану під час Зимового походу проходила Київська збірна дивізія Армії УНР, очолювана Юрієм Тютюнником, а слідом за ним Кінний полк Чорних Запорожців Армії УНР, який 2-3 лютого зупинився там на короткий перепочинок. У Вільшані Юрія Тютюнника наздогнали посланці від командира Ольвіопольського загону Збройних Сил Півдня Росії полковника Попова з пропозицією спільних воєнних дій проти військ комуністичної Москви, виправлені з Вільшани Петром Дяченком. Проте їм було відмовлено.
Влітку 1921 року у Вільшані була обрана сільська Рада робітничих, селянських і червоноармійських депутатів. Очолив її член КНС Г. С. Костенко.
Внаслідок нового адміністративного поділу, в березні 1923 року Вільшана стала районним центром Вільшанського району Шевченківського округу.
Село постраждало внаслідок геноциду українського народу, проведеного окупаційним урядом СРСР 1923—1933 та 1946–1947 роках. Під час Голодомору 1932—1933 років померло щонайменше 116 жителів селища.
28 липня 1941 року гітлерівці окупували село. З перших днів вороги почали розстріли. На каторгу в Німеччину вони вивезли 649 осіб. 5 лютого 1944 року після тижневого бою частини 1-го та 2-го Українських фронтів відвоювали село в нацистських окупантів.
1965 року село Вільшана отримало статус селища міського типу.

## Культура

Музей «Вільшанська світлиця»

Меморіал пам'яті жертв голодоморів

У селищі є два музеї, близько десятка пам'ятників, Вільшанський селищний центр культури і дозвілля.

### Музеї
У селищі діють два музеї: Музей історії смт Вільшана, у якому можна дізнатися про історію селища, і музей «Вільшанська світлиця», в якому відтворена стародавня селянська хата селища. Крім того у «Вільшанській світлиці» є кімната, присвячена родині Володимира й Віталія Кличків, родина яких походить з Вільшани.

### Пам'ятники
Детальніші відомості з цієї теми ви можете знайти в статті Пам'ятники Городищенського району.
У Вільшані є понад десяток пам'ятників. Серед них є меморіал жертвам голодоморів, пам'ятний знак родині Віталія і Володимира Кличків та пам'ятний знак на місці, де розташовувалася садиба пана Енгельгардта, в якій 1829 року служив козачком Т. Г. Шевченко.
Більша частина пам'ятників є братськими могилами й присвячена подіям і персоналіям Другої світової війни. Пам'ятники були споруджениі в часи СРСР. Проте й у новітні часи споруджені такі пам'ятники, як меморіал жертвам голодоморів і пам'ятний знак родині Віталія й Володимира Кличків.
У новітні часи був демонтований пам'ятник Леніну. Згідно з планом Черкаської ОДА на цьому місці встановлено пам'ятник Тарасові Шевченку.

## Економіка
ТОВ «Імперія продуктів» (ТМ «Бумкорн») — виробництво кукурудзяних снеків.
СТОВ «Вільшанка» — сільськогосподарське підприємство.

## Відомі люди

### Тарас Шевченко
З Вільшаною тісно пов'язане ім'я Тараса Шевченка. 1828 року, бажаючи навчитися малювати, допитливий хлопець пішов до вільшанського управителя маєтку поміщика Енгельгардта за дозволом навчатися в маляра. Однак замість науки його приставили попихачем до панської кухні. Під час подорожі в Україну в 1843—1845 роках Шевченко заїхав до Вільшани, а 1853 року двічі відвідав її. Село згадується в поемі «Гайдамаки» та в інших творах поета.

### У Вільшані народилися
- Микола Красюк — письменник, який писав вірші шрифтом Брайля;
- Можливо, з містечка походить полковник Максим Кривоніс, оскільки народна дума називає його Вільшанським;
- Петро Гончаренко — конструктор і майстер бандур, багатолітний Адміністратор Української Капели Бандуристів у США;
- Олександр Гончаренко — конструктор і майстер бандур;
- Сніжний Йосип — український бандурист і громадсько-політичний діяч;
- Ян Станіславський — польський живописець-пейзажист, який присвятив Україні багато живописних полотен;
- Христіанінова Раїса Олександрівна — мовознавиця.

### Пов'язані з містечком
- Понад вісім років у Вільшані жив, бувши вже відомим художником, і кілька раз відвідував її Іван Сошенко, який сприяв викупу з кріпацтва Тараса Шевченка.
- У Вільшані також кілька століть проживали предки всесвітньовідомих українських боксерів Віталія і Володимира Кличків.